# Chersomanes
Chersomanes – rodzaj ptaków z rodziny skowronków (Alaudidae).

## Zasięg występowania
Rodzaj obejmuje gatunki występujące w Afryce.

## Morfologia
Długość ciała 11–14 cm; masa ciała 20–27 g.

## Systematyka
Rodzaj zdefiniował w 1851 roku niemiecki ornitolog Jean Cabanis w publikacji swojego autorstwa o tytule Museum Heineanum. Cabanis nie wskazał gatunku typowego. W ramach późniejszego oznaczenia w 1907 roku rosyjski ornitolog Walentin Bianchi na typ nomenklatoryczny wyznaczył obecny (2023) podgatunek skowrona białolicego – Ch. albofasciata garrula.

### Etymologia
Chersomanes: gr. χερσος khersos ‘jałowa ziemia’; -μανης -manēs ‘pasjonować się’, od μανια mania ‘pasja’, od μαινομαι mainomai ‘wściekać się’.

### Podział systematyczny
Do rodzaju należą następujące gatunki:
- Chersomanes albofasciata (Lafresnaye, 1836) – skowron białolicy
- Chersomanes beesleyi Benson, 1966 – skowron mały